# Star Wars: TIE Fighter
Star Wars: TIE Fighter — компьютерная игра 1994 года производства Totally Games, космический симулятор истребителя TIE Fighter.
После успешного опыта создания игры Star Wars: X-Wing, являвшейся космическим симулятором, предлагавшим игроку пилотировать различные боевые корабли повстанцев (помимо истребителя X-wing, игра содержала миссии, предоставлявшие возможность пилотировать бомбардировщик Y-wing и перехватчик A-wing), компания LucasArts выпустила самостоятельную игру TIE-Fighter. В ней игрок впервые вставал на сторону Империи и выполнял миссии на имперских кораблях: истребителе TIE-Fighter, его модификациях и других кораблях.
В 2007 году сайт IGN указал Star Wars: TIE Fighter в числе 25 лучших PC-игр всех времен, присудив ей третье место., а в 2009 году — второе.

## Машины для пилотирования
TIE Fighter — простейший имперский истребитель на базе TIE (сокращение от Twin Ion Engine, двойной ионный двигатель). Оснащен двумя лазерными пушками, двумя пусковыми установками лёгких ракет и крайне слабым источником энергии, практически не позволяющим вести активный огонь без потери мощности. Не имеет гиперпривода, привязан к кораблю или станции базирования. Лишен защитных экранов, одно-два попадания выводят корабль из строя.
TIE Bomber — стандартный имперский бомбардировщик. Обладает существенно более слабыми ходовыми качествами, нежели TIE-Fighter, однако оснащён улучшенными пусковыми установками для тяжёлого вооружения (протонные торпеды, ракеты или, в более сложных миссиях, усовершенствованные торпеды или ракеты, а также бомбы). Также лишен защитных экранов и гиперпривода.
TIE Interceptor — скоростной легкий имперский перехватчик. Усовершенствованный реактор позволяет развивать значительные скорости, а также обеспечивает питание для четырех лазерных пушек. Корабль, тем не менее, лишен защитных экранов и гиперпривода.
TIE Advanced (TIE Avenger) — боевой корабль, появляющийся в одном из эпизодов как результат разработки промышленности Галактической Империи. Впервые появился во вселенной ЗВ именно в игре Star Wars: TIE Fighter. Оснащён четырьмя лазерными пушками, двумя пусковыми установками для ракет (в поздних миссиях - улучшенных ракет), а также защитными экранами и гиперприводом. 
Assault Gunboat — «штурмовая канонерская лодка», один их старейших кораблей Империи. На этих кораблях впервые появляются миссии в автономном режиме (т. е. без корабля или стационарной платформы в качестве базы). Отлично вооруженный и тяжело бронированный корабль, предназначенный для уничтожения крупных хорошо защищенных судов противника. В арсенале две лареные и две ионные (позволяют выводить из строя электронику кораблей противника, не нанося повреждения самим кораблям; используются для обездвиживания противника и его последующего захвата) пушки, две улучшенные пусковые установки, вмещающие протонные торпеды. Оснащён защитными экранами и гиперприводом. Главным недостатком Assault Gunboat является его неповоротливость и медлительность, что делает его легкой добычей для истребителей противника. 
TIE Defender — наиболее мощный доступный в игре имперский боевой корабль. Обладает защитными экранами, гиперприводом, а также шестью пушками: четырьмя лазерными и двумя ионными. Две пусковые установки позволяют запускать всё от ракет до бомб.

## Игровые особенности
Как и предшественник, X-Wing, игра поделена на несколько крупных частей (кампаний), каждую из которых игрок может проходить отдельно, в произвольном порядке. Тем не менее, при последовательном прохождении части игры составляют единое сюжетное целое, причем последующие миссии обычно сложнее предыдущих. Главная сюжетная линия игры — предательство имперского адмирала Харкова (Harkov), руководителя программы по созданию тяжелого истребителя TIE-Advanced. Адмирал выходит на связь с представителями Альянса повстанцев с предложением перейти на их сторону (вместе с подчиненным ему флотом) за денежное вознаграждение. В заключительных миссиях герою предстоит уничтожить корабль мятежного адмирала, а самого его захватить в плен, параллельно отбиваясь от атак новейших TIE Advanced.
Также игра предлагает значительное количество тренировочных миссий, позволяющих отточить мастерство без угрозы для жизни пилота (в случае гибели пилота во время боевой миссии или его пленения игрок должен начинать игру сначала, заново играя уже пройденные миссии).
Как и в игре X-Wing, за особо успешно пройденные миссии игрок получает ордена и медали. У миссий существуют также секретные задания, выполняя которые, игрок получает поощрения от императора.

## Список кампаний
- Aftermath of Hoth (Hoth system).

Бегство флота повстанцев с Хота.
- The Sepan Civil War (Sepan system).

Окончание длительной гражданской войны.
- Battle on the Frontier (Newland system).

Основание новой имперской космической базы.
- Conflict at Mylok IV (Mylok system).

Битва с пиратами.
- Battle for Honor (Parmel system).

Захват адмирала Харкова.
- Arms race (Parmic system).

Адмирал Заарин осваивает новую технологию.
- Treachery at Ottega (Parmel system).

Подавление бунта на флоте адмирала Заарина.

## Дополнения
Как и Star Wars: X-Wing, Star Wars: TIE Fighter был выпущен в 1995 году в расширенной редакции — TIE Fighter Collector’s CDROM. Эта редакция предлагала пользователям SVGA графику с разрешением 640x480 (против 320x200).
Редакция включала также два расширения: Star Wars: TIE Fighter: Defender of the Empire и Star Wars: TIE Fighter: Enemies of the Empire.